# Groucho Marx
Julius Henry "Groucho" Marx, född 2 oktober 1890 på Upper East Side på Manhattan i New York, död 19 augusti 1977 i Los Angeles, Kalifornien, var en amerikansk komiker, skådespelare och författare. Han var känd för sin kvickhet och för sin förmåga att med skärpa blixtsnabbt leverera, ofta improviserade, insinuationsfyllda gliringar, skämt och förolämpningar.
Marx medverkade i 13 långfilmer tillsammans med sina syskon i komikergruppen Bröderna Marx, aktiva åren 1905–1949. Han hade också en framgångsrik solokarriär, främst som värd för radio- och TV-frågesportsprogrammet You Bet Your Life åren 1947–1961.
Grouchos distingerade utseende, överfört från hans karriär vid vaudeville-scenen, inkluderade en överdrivet böjd hållning samt gångstil (en parodi i sig, på en tidigare trend som Marx överdrev och gjorde till sin egen), glasögon, cigarr och en överdrivet tjockt teatersminkad mustasch samt ögonbryn, vilka han använde som redskap för att ytterligare förstärka komiken och alla möjliga undertexter i replikskiftena. Hans karaktärs överdrivna drag ledde till skapandet av en av världens mest igenkännbara förklädnader, de så kallade Groucho-glasögonen: en mask bestående av hornbågade glasögon, stor plastnäsa, buskiga ögonbryn och mustasch.

## Biografi

### Tidiga år
Julius Henry Marx föddes år 1890 på Manhattan i New York, och kommer från en judisk familj.  Modern, Miene "Minnie" Schoenbergs (1865–1929), familj kom till USA från Dornum i norra Tyskland när hon var 16 år gammal. Fadern, Simon "Sam" Marx (1859–1933), bytte namn från Marrix och kallades "Frenchie" av sina söner hela livet, eftersom han och hans familj kom från Alsace i Frankrike. Minnies bror Al Schoenberg, förkortade sitt namn till Al Shean när han började uppträda som ena halvan av duon "Gallagher och Shean", inom vaudeville i början av 1900-talet. 
Även om de inte hade någon bakgrund i underhållningsbranschen var moderns ambitioner ändå stora, gällande att hennes söner skulle uppträda, liksom morbrodern. Medan den äldste sonen Leonard (Chico) fick pianolektioner, fann modern att Julius hade en bra sopransångröst. Julius Marx själv ville bli läkare, men familjens behov av inkomster tvingade honom att sluta skolan som tolvåring.

### Karriär
År 1909 hade Minnie Marx lyckats samla sönerna i en vaudeville-sånggrupp, kallad "The Four Nightingales", med vilken bröderna Julius, Milton (Gummo) och Arthur (ursprungligen Adolph, Harpo från 1911) turnerade runt i landet. Efter en särskilt nedslående föreställning i Texas, började Julius, Milton och Arthur att skämta på scenen för sitt eget nöjes skull. Till deras förvåning märkte de att publiken tyckte bättre om dem som komiker än som sångare. De började därför inkorporera komik i sina nummer, för att sedan helt övergå till komiken.
Under en period på vaudevillescenen uppträdde alla bröderna med olika etniska accenter. Leonard, den äldsta, utvecklade den italienska accent som han använde till sin karaktär Chico Marx. Arthur, den näst äldsta brodern, var obekväm med att tala på scenen, vilket ledde till att han istället blev den mimande Harpo. Julius Marx spelade från början med en tysk accent, men efter sänkningen av RMS Lusitania 1915 var anti-tyska stämningar utbredda och hans karaktär blev utbuad. Marx övergav därför snart accenten och utvecklade istället den munviga besserwissern som kom att bli hans varumärke.
Bröderna Marx blev de största komedistjärnorna på Palace Theatre i New York, en hemvist för vaudeville. All deras scenerfarenhet föregick brödernas Hollywoodkarriär. När de väl gjorde sin första film, var de redan stora stjärnor och hade hunnit slipa såväl sina karaktärer som replikföring och gimmicks sylvassa.
Groucho Marx spelade i stort sett sin frammejslade karaktär i varje film under bröderna Marx filmkarriär; en välklädd, manipulativ pratkvarn som strör kvickheter och förolämpningar omkring sig. Hans ständiga attribut var den påmålade mustaschen och ögonbrynen. Hans rollfigur hade dock olika (fyndiga) namn i varje film, bland annat Rufus T. Firefly, Otis B. Driftwood och Hugo Z. Hackenbush.

### Senare år
Efter filmkarriären med sina bröder hade Marx under många år ett humoristiskt tävlingsprogram i både radio och TV, You Bet Your Life, där hans snabba, slagfärdiga humor kunde blomma ut.
Groucho Marx var en beundrare av duon Gilbert & Sullivan, och ofta sjöng och spelade han deras operettmelodier på gitarr. 1960 spelade han dessutom Ko-Ko i en TV-uppsättning av deras Mikadon.
År 1959 skrev han sin självbiografi, Groucho och jag, men han har också skrivit böcker som Memoirs of a Mangy Lover och The Groucho Letters, som i svensk översättning gavs ut med titeln Brevställning.
Marx avled 86 år gammal av lunginflammation på Cedars-Sinai Medical Center i Los Angeles. Han är begravd på Eden Memorial Park Cemetery i San Fernando Valley i Los Angeles. Han sade skämtsamt i en intervju en gång att han tyckte att hans gravsten skulle ha inskriptionen "Excuse me, I can't stand up."

## Filmografi
För filmer med Bröderna Marx, se Bröderna Marx filmografi.
- 1936 – Yours for the Asking
- 1937 – The King and the Chorus Girl (manus)
- 1947 – Copacabana
- 1950 – Mr. Music
- 1950–1961 – You Bet Your Life (TV-serie)
- 1951 – Miljonär för en dag (Double Dynamite)
- 1952 – En flicka i varje hamn (A Girl in Every Port)
- 1957 – Åh, en så'n karl! (Will Success Spoil Rock Hunter?)
- 1960 – The Bell Telephone Hour: "The Mikado" (TV-serie)
- 1962 – General Electric Theater: "The Hold-Out" (TV-serie)
- 1964 – Bob Hope Presents the Chrysler Theatre: "Time For Elizabeth" (TV-serie)
- 1967 – I Dream of Jeannie (TV-serie)
- 1968 – Skidoo
- 1968 – Julia (TV-serie)